# Dietmar Keck

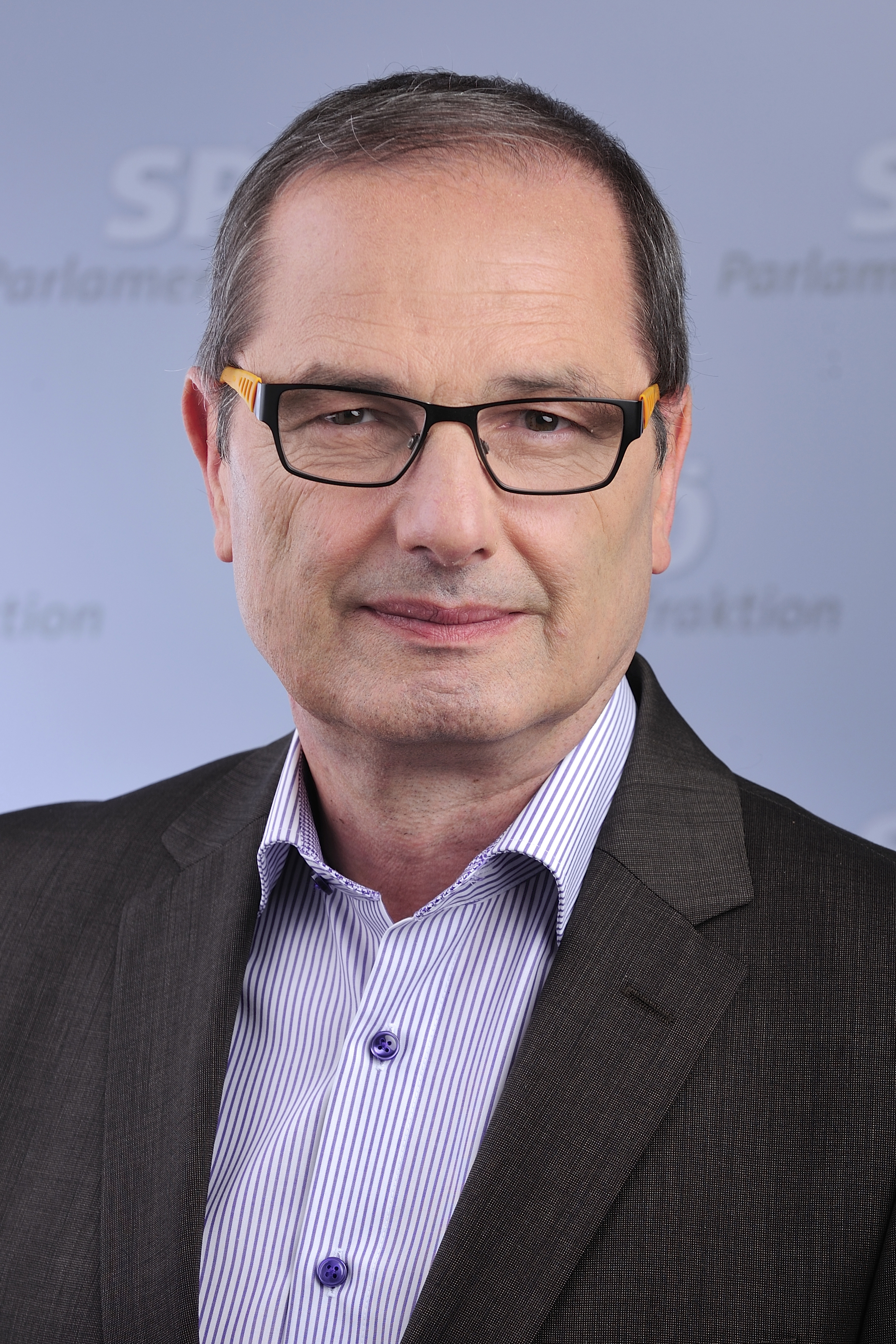
Dietmar Keck 2014

Dietmar Keck (* 27. April 1957 in Linz) ist ein österreichischer Politiker (SPÖ). Von Dezember 2002 bis Oktober 2024 war er Abgeordneter zum Nationalrat.

## Ausbildung und Beruf
Dietmar Keck besuchte von 1963 bis 1967 die Volksschule und im Anschluss bis 1972 die Hauptschule. Er erlernte danach bis 1974 den Beruf des Friseurs und leistete im selben Jahr seinen Präsenzdienst ab. 1978 wechselte er als Produktionstechniker zur Voestalpine Linz, wo er seit 1993 als Arbeiterbetriebsrat wirkt. Seit 1998 ist er zudem Zentral- und Konzernbetriebsrat. 

## Politik
Dietmar Keck ist seit 1998 Bezirksparteivorsitzender-Stellvertreter der SPÖ Linz und seit 1998 Vorsitzender der SPÖ VOEST-ALPINE. Ab dem 20. Dezember 2002 vertrat er die SPÖ im Nationalrat. In der XXIII. Gesetzgebungsperiode war er Mitglied im Ausschuss für Arbeit und Soziales, für Forschung, Innovation und Technologie, für Konsumentenschutz, für Petitionen und Bürgerinitiativen, für Sportangelegenheiten und für Gesundheit.